# Ángel Crespo
Ángel Crespo Pérez de Madrid, (Ciudad Real, 18 de julio de 1926-Barcelona, 12 de diciembre de 1995) fue un poeta, ensayista, traductor y crítico de arte español.

## Biografía
Nace en Ciudad Real, el 18 de julio de 1926, dentro de una familia de medianos terratenientes. Hasta el estallido de la Guerra Civil vive entre la capital y Alcolea de Calatrava donde la madre —María de los Ángeles Pérez de Madrid y Céspedes— poseía fincas. Su padre, Ángel Crespo Crespo, era funcionario de Telégrafos.
La conexión con la naturaleza marcará su vida y se notará en su obra. Los tres años de la guerra los pasa en Ciudad Real, sin asistir a la escuela y recibiendo lecciones en casa. Un amigo de sus padres que era profesor de francés y estaba refugiado en su casa, le enseñó este idioma.
Lee a Jean Henri Fabre Sobre la vida de los animales y comulga con la naturaleza y la lectura en el pasaje propiedad de sus padres conocido como Cuesta del Jaral; le produce una gran impresión un libro sobre Mitología griega, en especial la iconografía y las leyendas de Hermes. Al terminar la guerra emprende los estudios del Bachillerato, entre lecturas de Salgari, Verne y Rice Burroughs. Lee a los clásicos castellanos y latinos, y entre sus autores favoritos se encuentran Rubén Darío, Berceo, Espronceda y el duque de Rivas.
Comienza a escribir poesía y la publica en medios de la provincia. Traduce en tercetos encadenados fragmentos de las Geórgicas de Virgilio. Su tío Pascual Crespo le regala la antología Poesía española 1915-1931 y se siente atraído por el surrealismo y el creacionismo. Tras terminar el Bachillerato, en 1943, se traslada a Madrid a estudiar Derecho, siguiendo el deseo de su padre, en lugar de Filosofía y Letras, como le hubiera gustado. 
En Madrid, descubre el Postismo en cuanto se publica su primer Manifiesto en 1945, y entra en relación con sus fundadores Eduardo Chicharro, Carlos Edmundo de Ory y Silvano Sernesi. En el Postismo encuentra una renovación con relación a la poesía que se estaba escribiendo en España en el momento, polarizada por los grupos garcilasista y tremendista, y se adhiere a él. Estudia los ismos de la Vanguardia histórica, lee a Dante y a poetas modernos franceses e italianos, se interesa por el esoterismo. Comienza a escribir crítica de arte. En 1948, en colaboración con Ory, organiza la exposición 16 Artistas de Hoy en la Galería Bucholz de Madrid.
Tras terminar la carrera de Derecho, en 1949, permanece seis meses en Tetuán para terminar el servicio militar. Es su primera estancia fuera de España, que considerará fundamental para su formación. Al volver a España, se refugia en Alcolea para preparar oposiciones a Notarías y se dedica a escribir poesía. Escribe entonces el libro que considerará el primero de su voz propia, Una lengua emerge, y lo publica en 1950. Es el primer libro de lo que se ha llamado su realismo mágico.
En 1950, ya de vuelta en Madrid, empieza a trabajar como abogado y se implica cada vez más intensamente en la vida cultural madrileña. En el mismo año, con Gabino Alejandro Carriedo y Federico Muelas funda y codirige la revista de poesía El pájaro de paja (1950-1954) y él solo, en 1951, funda y dirige la revista Deucalión (1951-1953), patrocinada por la Diputación de Ciudad Real. A lo largo de la década de los 50 continúa con la crítica de arte y publica siete libros de poesía que constituyen la etapa de su realismo mágico.
Es invitado al Congreso de Poesía de Salamanca (julio de 1953) y se convierte en una figura destacada en la renovación de la cultura española de la posguerra. En 1956 se casa con María Luisa Madrilley, de quien se separará años más tarde. Realiza su primer viaje a Portugal. En 1957 nace su hijo Ángel. Ese mismo año comienza a publicar sus traducciones de Fernando Pessoa con una selección de los Poemas de Alberto Caeiro.
Durante los años 60, Ángel Crespo, que está implicado en la lucha clandestina contra la dictadura, se preocupa por el realismo y escribe una poesía de intención comprometida, aunque rechaza la estética marxista. Para promover sus puntos de vista funda y dirige, con Gabino Alejandro Carriedo, la revista Poesía de España (1960-1963), donde publica a los poetas con cuya concepción del realismo está más de acuerdo.
En 1962 funda y dirige la Revista de Cultura Brasileña, patrocinada por la Embajada del Brasil en Madrid, que continuará dirigiendo hasta 1970 y en ella dará a conocer a los lectores españoles la floreciente cultura brasileña y difundirá las posiciones de su vanguardia, entre ellas la poesía concreta. En 1961 conoce a Pilar Gómez Bedate, con quien se casará años después.
En 1963 viaja a Italia por primera vez, con ella, y la experiencia de este viaje —que influirá de una manera determinante en su poesía— le anima a dejar su profesión de abogado y a emprender una nueva vida, lejos del acoso de la policía franquista y de las desavenencias con sus compañeros de partido. En 1964 publica en la revista Artes, de 23 de diciembre, «El caso Eugenio Hermoso», crítica muy comentada en la época acerca del pintor extremeño Eugenio Hermoso. En 1966 publica Docena florentina, libro en el que persiste el punto de vista comprometido pero que utiliza un lenguaje decididamente moderno y lleno de referencias culturales (culturalismo). 
En 1967 acepta la invitación de la Universidad de Puerto Rico para enseñar en su Departamento de Humanidades y se trasladará a este país junto con su nueva compañera, también invitada por la Universidad para enseñar en el programa de Literatura Comparada.
La nueva etapa de la vida de Ángel Crespo, que no regresará a España hasta que se haya implantado una Constitución democrática, es cosmopolita: teniendo siempre como base a Puerto Rico —donde se implicó a fondo en sus tareas docentes e investigadoras— y su domicilio fijo en Mayagüez, se doctoró en la Universidad de Upsala (Suecia) —con una tesis sobre El moro expósito del duque de Rivas— y enseñó como Profesor Invitado en las Universidades de Leiden, Venecia y Washington; asimismo dio conferencias en diversos lugares y países, fue invitado como poeta a Congresos Internacionales en su calidad de humanista moderno. Traduce en verso la Divina Comedia de Dante Alighieri y el Cancionero de Francesco Petrarca, trabajos por los que recibe sendos Premios Nacionales de traducción; se interesa por la poesía portuguesa de Fernando Pessoa, sobre el que compone algunos ensayos, incluyendo una biografía, La vida plural de Fernando Pessoa (1988), y traduce algunos textos. Su poesía se vuelve cada vez más aforismática.
En 1988 regresa definitivamente a España y se instala en Barcelona, donde trabaja de Profesor Invitado en la Universidad Central y la Autónoma, y finalmente es nombrado Profesor Emérito en la Universidad Pompeu Fabra. Muere en esta ciudad en 1995.
Durante los años de Barcelona alternará la vida en esta ciudad con largas temporadas en Calaceite, pueblo turolense en el que revivirá los contactos con la naturaleza de sus orígenes y donde volverá a escribir una poesía en que se refleja esta relación. Está enterrado en el cementerio de Calaceite.
En 2011 se publica su primera biografía, Humanidad y humanismo de Ángel Crespo (1926-1995), cuyo autor es Amador Palacios, especialista en las corrientes de poesía española en las que Crespo participó.

## Obra
Figura clave del panorama cultural español de los años cincuenta y sesenta, el poeta Ángel Crespo fue relegado al olvido a raíz de su voluntario retiro a Puerto Rico en 1968 a causa de los críticos del Partido Comunista en el que militaba, agobiado por la situación política de aquellos años y por la lucha estética, ya que se defendía a ultranza el realismo de corte marxista y él no admitía un realismo panfletario. En 1971 publica En medio del camino, obra que recogía su poesía hasta ese momento. En 1983 publica El bosque transparente, que reúne su poesía de los años 70; en 1985, El ave en su aire. En 1996, la Fundación Jorge Guillén publicó tres volúmenes en los que está reunida su poesía publicada hasta entonces y la mayoría de la inédita hasta aquel momento. Escribió un texto autobiográfico titulado Mis caminos convergentes y, durante varios años unos diarios de los cuales se han publicado Los trabajos del espíritu (1971-1972 y 1978-1979), escritos en Suecia, Puerto Rico, Italia y España, y ricos en reflexiones personales sobre, por ejemplo, la poesía de Dante, la literatura en lenguas minoritarias o la experiencia cotidiana del autor y sus amistades.
Su obra poética no se adscribe fácilmente a ninguna tendencia, de forma que los críticos han tenido dificultades para encuadrar a Crespo en algunas de las corrientes de la poesía de posguerra. Si empezó con el Postismo en el que se encuadran sus primeros poemas, pasó a otras etapas denominadas con los marbetes de "realismo mágico", de "humanismo culturalista" y de "humanismo trascendente" o "poesía esotérica". Su verso cuenta con una rica sonoridad, propia de quien poseía un oído musical excepcional, y resulta imaginativo y onírico. Emplea un rico simbolismo y se alimenta, ya desde sus mismos orígenes, de materiales de muy distinta procedencia: lo biográfico, lo cotidiano, la tradición cultural y lo mítico. La poesía es para él un modo de conocimiento, una búsqueda de lo sagrado, siempre mistérico, desde el interior del lenguaje, y contiene en su formulación artística una filosofía implícita. Crespo enfrenta las limitaciones del lenguaje para expresar una realidad intuida más allá del mismo y mediante procesos de simbolización trasciende la dimensión arbitraria y convencional del signo literario para albergar una concepción de la realidad (mundo y yo) progresivamente más amplia y unitaria. Los símbolos crespianos poseen una virtualidad religiosa pagana e iniciática como parte irrenunciable de la psique en la búsqueda del Sentido como objetivo de toda manifestación humana. Asimismo, la lírica crespiana se inscribe con facilidad en el contexto internacional de la lírica de su tiempo por asumir tradiciones culturales muy variadas. Su obra poética ha sido traducida, entre otras lenguas, al italiano, portugués, francés, griego, sueco y alemán.
También fue un destacado traductor, especialmente de Dante Alighieri, de quien vertió en tercetos encadenados la Divina Comedia, pero también del Cancionero de Francesco Petrarca y del gran poeta portugués Fernando Pessoa. Se cuentan asimismo en su haber excelentes versiones de la Chanson de Roland, de las Memorias de Giacomo Casanova, Eugénio de Andrade, João Cabral de Melo Neto, Guimarães Rosa, Cesare Pavese y Maragall.
Obtuvo, entre otros reconocimientos, el premio de los Lectores y Libreros italianos por su traducción de la Comedia de Dante (que le valió también la Medalla de Oro della Nascita di Dante de la ciudad de Florencia); la Medalla de Plata de la Universidad de Venecia; el Premio Nacional de Traducción por su versión del Cancionero de Petrarca, en 1984; el premio Ciudad de Barcelona de poesía en castellano por su libro poético El bosque transparente; y el Premio Nacional a la obra de un traductor, en 1993.